# Mahadevsthan (Sindhuli)
Mahadevsthan (nepalski: महादेबस्थान) – gaun wikas samiti w środkowej części Nepalu  w strefie Dźanakpur w dystrykcie Sindhuli. Według nepalskiego spisu powszechnego z 2001 roku liczył on 1033 gospodarstw domowych i 6197 mieszkańców (3194 kobiet i 3003 mężczyzn).